# 圣让达尔卡皮耶斯
圣让达尔卡皮耶斯（法語：Saint-Jean-d'Alcapiès，法語發音：[sɛ̃ ʒɑ̃ dalkapjɛs]）是法国阿韦龙省的一个市镇，属于米约区。

## 地理
圣让达尔卡皮耶斯（43°57'5"N, 2°58'29"E）面积8.62 平方千米，位于法国奧克西塔尼大區阿韦龙省，该省份为法国南部内陆省份，位于法國中央高原南部，北起顺时针与康塔爾省、洛泽尔省、加尔省、埃罗省、塔恩省、塔恩-加龙省和洛特省接壤。
与圣让达尔卡皮耶斯接壤的市镇（或旧市镇、城区）包括：苏尔宗河畔罗克福尔、聖阿夫里克、圣让和圣保罗。

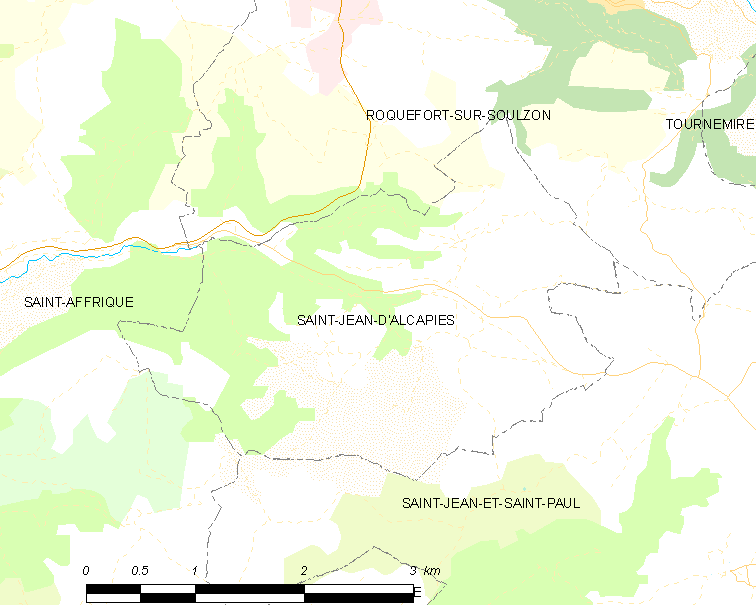
圣让达尔卡皮耶斯的OSM定位图

圣让达尔卡皮耶斯的时区为UTC+01:00、UTC+02:00（夏令时）。

## 行政
圣让达尔卡皮耶斯的邮政编码为12250，INSEE市镇编码为12229。

## 政治
圣让达尔卡皮耶斯所属的省级选区为圣阿夫里克县。

## 人口

1962-2008年间圣让达尔卡皮耶斯人口变化图示

圣让达尔卡皮耶斯于2022年1月1日时的人口数量为223人。